# ヒロカワ製靴
株式会社ヒロカワ製靴（ヒロカワせいか）は、東京都墨田区にある革靴の製造・販売を行う日本の企業。展開ブランドはスコッチグレイン。

## 概要
「スコッチグレイン」ブランドの紳士靴が主力商品である。廉価なセカンドラインの展開や、海外ブランドのライセンス生産を行っていない。欧州、日本、インド等の国内外のタンナーの革を使用し、コスト削減のために製法をグッドイヤー・ウェルト製法に一本化、中物にスポンジ、シャンクにプラスチックを使っている。創業は、同業の日本製靴（後のリーガルコーポレーション）、大塚製靴などに比べれば1964年（昭和39年）と新しい。
一般の靴小売店、百貨店などでの販売のほか、東京、大阪、ecute上野、スカイツリーソラマチに直営店を持ち、御殿場、佐野、りんくう、土岐にアウトレット店を持つ。同社製品の修理専門の関連会社である匠ジャパンでは同社の定年退職者の再雇用を行っている。

## 沿革
- 1964年（昭和39年） - 廣川悟朗により東京都台東区にて創業。
- 1978年（昭和53年） - 自社ブランド「スコッチグレイン」販売開始。
- 1980年（昭和55年） - 法人組織に改組。